# Constantin Dinu
Constantin Dinu (n. 9 octombrie 1936) este un fost senator român în legislatura 1990-1992 ales în județul Vrancea pe listele partidului FSN. În cadrul activității sale parlamentare, Constantin Dinu a fost membru în grupurile parlamentare de prietenie cu Republica Franceză-Senat și Regatul Spaniei.